# Gais 1970
Fotbollsklubben Gais spelade säsongen 1970 i allsvenskan, där man slutade sist och relegerades till division II Norra Götaland. I svenska cupen åkte Gais ut i gruppspel.

## Inför säsongen

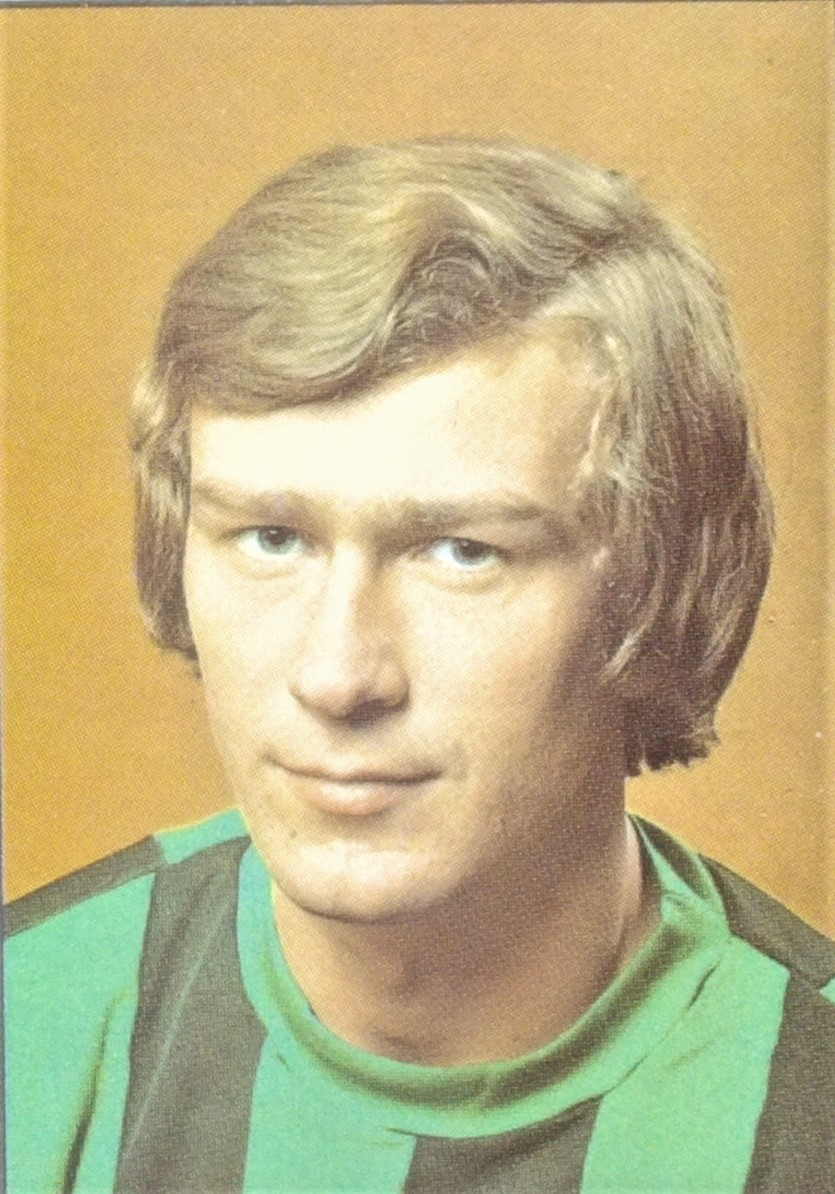
Conny Aldorsson kom denna säsong från Norrby IF.

Gais förlorade Benny Apell och Bengt Johansson till IF Saab, och Leif Wendt varvade ner i moderklubben Trelleborgs FF. Tränaren Gunnar Gren ersattes av det nygamla radarparet Holger Hansson och Rune Jingård, och Conny Aldorsson och Lars-Göran Carlsson värvades in från Norrby IF respektive Skogens IF.

## Allsvenskan
På grund av VM 1970 var spelschemat i allsvenskan komprimerat: De första åtta omgångarna skulle genomföras på bara en månad. Gais fick en tuff inledning med matcher mot IFK Norrköping, Malmö FF, IF Elfsborg och Djurgårdens IF i de fyra första omgångarna.
I seriepremiären mot Norrköping ställde Gais upp med en fyramannakedja, och Conny Aldorsson nickade in hela allsvenskans första mål. Gais lyckades vinna med 3–2 efter två ytterligare mål av Hans Johansson och Sten Pålsson. Mot både Malmö och Elfsborg klarade Gais 1–1. Elfsborgsmatchen blev historisk genom att Gais efter en regeländring för första gången satte in två avbytare: Bengt-Inge Olofsson blev den förste gaisaren att bytas in som andre man, efter att Roger Hansson tidigare hade ersatt Gunder Högström.
Därefter var det dags att på bortaplan möta skräckmotståndaren Djurgården, mot vilka Gais de tre senaste matcherna hade en målstatistik på 1–12. Gais drog dock ner nyförvärvet Lars-Göran Carlsson som offensiv mittfältare, vilket gav honom både mer tid och utrymme, och efter att ha gjort 1–0 passade han fram Pålsson till 2–0. Djurgården kom dock tillbaka till 2–2 innan Carlsson avgjorde till 3–2 med bara två minuter kvar.

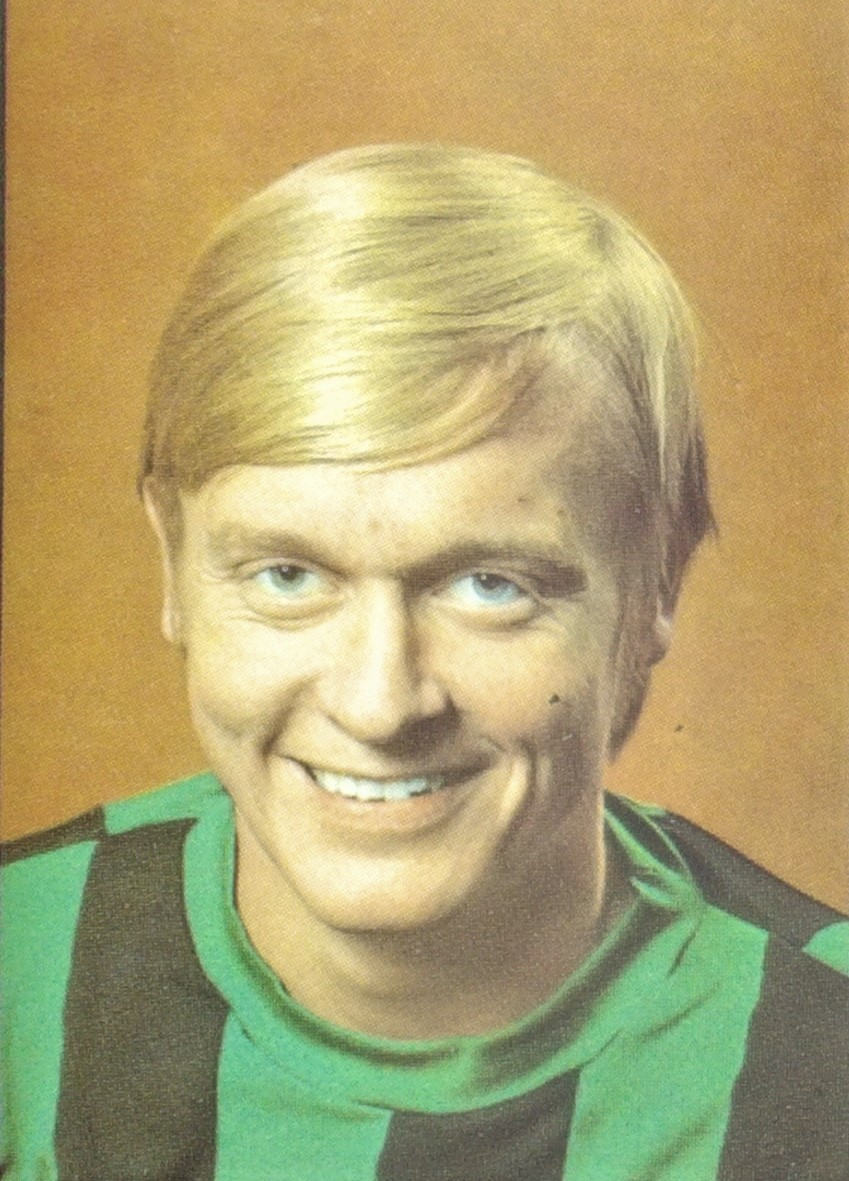
Eine Fredriksson debuterade för Gais hösten 1970.

I slutet av april var Gais således obesegrat, fast de hade mött fyra av favoritlagen, och efter ett 0–0-derby mot Örgryte IS toppade Gais serien. Efter två tröga matcher, mot AIK (0–0) och Örebro SK (0–2) kom en urladdning mot rivalerna IFK Göteborg. IFK gjorde ett tidigt ledningsmål, men Hans Johansson kvitterade och Conny Aldorsson nickade sedan bollen ur IFK-målvakten Rolf "Poffa" Peterssons händer och kunde slå in 2–1. I slutminuterna gjorde Johansson två mål till – det ena med en bicykleta – och Gais vann med hela 4–1.
Under sommaren spelade Gais för första gången i Tipscupen, mot First Vienna FC, Slavia Prag och Servette FC. Hasse Samuelsson blev långtidsskadad i turneringen, och till hösten hade Gais plötsligt tappat hela sitt spel. Under augusti och september tog Gais en enda poäng på sju matcher, och i höstderbyt mot IFK tog Kamraterna, enligt Gais historieskrivning genom mycket oschyst spel, en gruvlig revansch genom att vända vårens siffror och vinna med 4–1.
Gais värvade under säsongen till sig Tibro AIK:s talang Eine Fredriksson, och i hans debutmatch lyckades Gais vinna borta mot AIK med 2–1. Det var emellertid bara en tillfällig uppryckning, då det skulle bli Gais enda seger under hela hösten. Efter 0–3 hemma mot Örgryte IS var det tydligt att Gais saknade en pådrivare som den proffsflyktade Jan Olsson eller den skadade Hasse Samuelsson. Gais rasade under hösten från medaljplats ända ner till sistaplatsen i tabellen, och ramlade ner i division II. Noterbart är att även fjolårsmästarna IFK Göteborg åkte ur, och att Örgryte IS slutade tredje sist.
Positivt för framtiden var att ungdomsverksamheten utvecklades, och Gais tog i juniorcupen Järlaträffen sin andra seger på tre år. I detta lag fanns bland andra den unge talangen Bengt-Arne Strömberg – han skulle aldrig spela A-lagsfotboll för Gais men kom långt senare att bli huvudtränare för klubben.

### Tabell
| Nr | Lag               | S  | V  | O | F  | GM | IM | MS  | P  |
| -- | ----------------- | -- | -- | - | -- | -- | -- | --- | -- |
| 1  | Malmö FF          | 22 | 11 | 7 | 4  | 30 | 20 | +10 | 29 |
| 2  | Åtvidabergs FF    | 22 | 12 | 4 | 6  | 40 | 29 | +11 | 28 |
| 3  | Djurgårdens IF    | 22 | 8  | 8 | 6  | 35 | 29 | +6  | 24 |
| 4  | IF Elfsborg       | 22 | 8  | 8 | 6  | 30 | 31 | −1  | 24 |
| 5  | Hammarby IF (U)   | 22 | 8  | 7 | 7  | 33 | 32 | +1  | 23 |
| 6  | IFK Norrköping    | 22 | 7  | 8 | 7  | 33 | 22 | +11 | 22 |
| 7  | Östers IF         | 22 | 7  | 7 | 8  | 29 | 30 | −1  | 21 |
| 8  | Örebro SK         | 22 | 9  | 2 | 11 | 31 | 24 | +7  | 20 |
| 9  | AIK               | 22 | 7  | 6 | 9  | 17 | 24 | −7  | 20 |
| 10 | Örgryte IS (U)    | 22 | 6  | 8 | 8  | 25 | 35 | −10 | 20 |
| 11 | IFK Göteborg (RM) | 22 | 6  | 5 | 11 | 28 | 36 | −8  | 17 |
| 12 | Gais              | 22 | 5  | 6 | 11 | 27 | 46 | −19 | 16 |

### Seriematcher

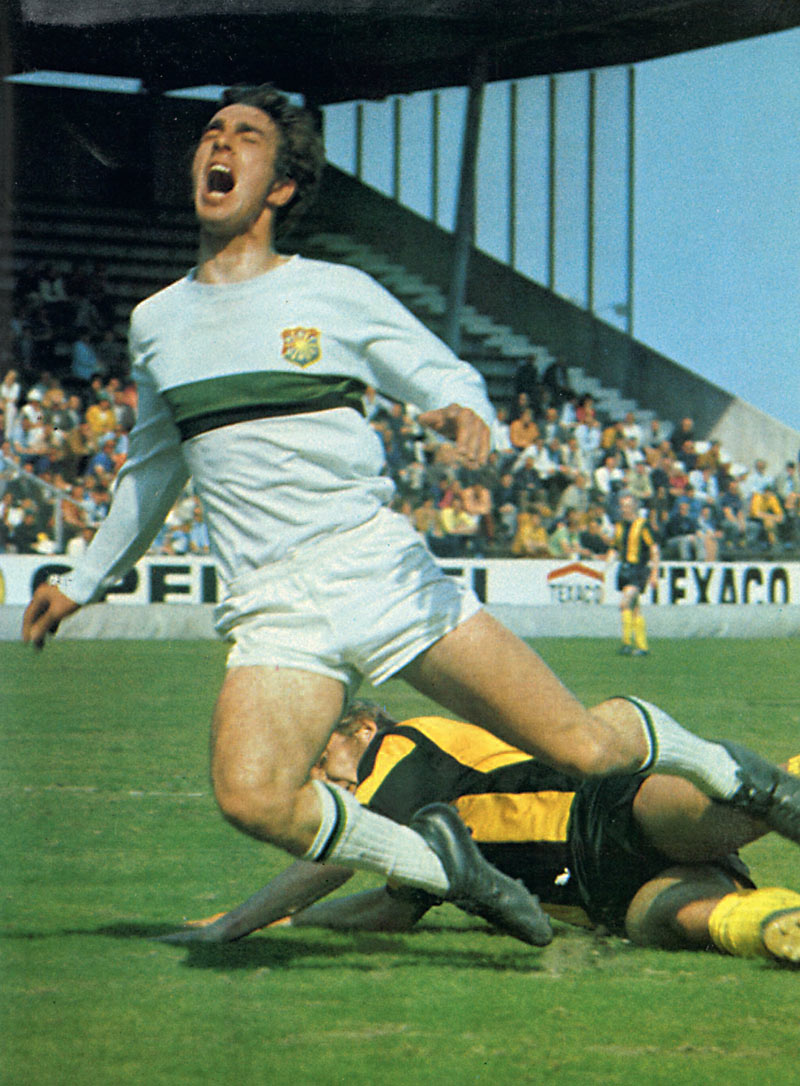
Lars-Göran Carlsson görs ner i bortamötet mot Hammarby IF den 10 maj.

| Lag            | Hemma | Borta |
| -------------- | ----- | ----- |
| Malmö FF       | 0–1   | 1–1   |
| Åtvidabergs FF | 2–3   | 1–4   |
| Djurgårdens IF | 1–3   | 3–2   |
| IF Elfsborg    | 1–1   | 2–4   |
| Hammarby IF    | 2–2   | 0–2   |
| IFK Norrköping | 3–2   | 1–3   |
| Östers IF      | 1–1   | 0–3   |
| Örebro SK      | 2–0   | 0–5   |
| AIK            | 0–0   | 2–1   |
| Örgryte IS     | 0–3   | 0–0   |
| IFK Göteborg   | 4–1   | 1–4   |

### Spelarstatistik

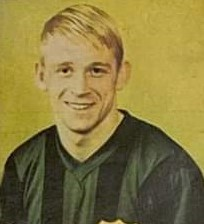
Hasse Johansson blev klubbens interna skyttekung på 9 mål.

| Namn                | Matcher | Mål |
| ------------------- | ------- | --- |
| Hans Johansson      | 22      | 9   |
| Kent Harman (mv)    | 22      |     |
| Conny Aldorsson     | 21      | 4   |
| Lars-Göran Carlsson | 21      | 2   |
| Nils Norlander      | 21      | 1   |
| Sten Pålsson        | 20      | 8   |
| Kent Grek           | 20      |     |
| Yngve Samuelsson    | 19      |     |
| Sune Persson        | 18      |     |
| Gösta Almbjerg      | 17      |     |
| Christer Heideberg  | 15      |     |
| Thomas Bloom        | 11      | 3   |
| Lars Börjesson      | 8       |     |
| Roger Hansson       | 8       |     |
| Hasse Samuelsson    | 8       |     |
| Eine Fredriksson    | 4       |     |
| Bengt-Inge Olofsson | 4       |     |
| Eive Olofsson       | 4       |     |
| Gunder Högström     | 3       |     |

## Svenska cupen
Svenska cupen hade omorganiserats och började med ett seriespel. Gais vann bara två av sina sex seriematcher och blev utslagna.